# پارک شبه‌ملی یاماتو-اوگاکی
پارک شبه‌ملی یاماتو-اوگاکی (به لاتین: Yamato-Aogaki Quasi-National Park) یک پارک شبه‌ملی و منطقهٔ مسکونی در ژاپن است که در استان نارا واقع شده‌است.